# Ніошо-Рапідс (Канзас)
Ніошо-Рапідс (англ. Neosho Rapids) — місто (англ. city) в США, в окрузі Лайон штату Канзас. Населення — 229 осіб (2020).

## Географія
Ніошо-Рапідс розташоване за координатами 38°22′7″ пн. ш. 95°59′31″ зх. д. / 38.36861° пн. ш. 95.99194° зх. д. (38.368481, -95.991856).  За даними Бюро перепису населення США в 2010 році місто мало площу 1,30 км², з яких 1,28 км² — суходіл та 0,02 км² — водойми.

## Демографія
Згідно з переписом 2010 року, у місті мешкало 265 осіб у 105 домогосподарствах у складі 67 родин. Густота населення становила 204 особи/км².  Було 119 помешкань (91/км²).
Расовий склад населення:
| - 98,1 % — білих |

До двох чи більше рас належало 1,9 %. Частка іспаномовних становила 3,4 % від усіх жителів.
За віковим діапазоном населення розподілялося таким чином: 25,3 % — особи молодші 18 років, 58,9 % — особи у віці 18—64 років, 15,8 % — особи у віці 65 років та старші. Медіана віку мешканця становила 38,5 року. На 100 осіб жіночої статі у місті припадало 96,3 чоловіків;  на 100 жінок у віці від 18 років та старших — 98,0 чоловіків також старших 18 років.
Середній дохід на одне домашнє господарство  становив 43 055 доларів США (медіана — 37 625), а середній дохід на одну сім'ю — 57 532 долари (медіана — 48 750). За межею бідності перебувало 18,4 % осіб, у тому числі 30,8 % дітей у віці до 18 років та 7,0 % осіб у віці 65 років та старших.
Цивільне працевлаштоване населення становило 85 осіб. Основні галузі зайнятості: освіта, охорона здоров'я та соціальна допомога — 32,9 %, виробництво — 22,4 %, роздрібна торгівля — 9,4 %, оптова торгівля — 8,2 %.